# Flittorps församling
Flittorps församling var en församling  i Skara stift i nuvarande Falköpings kommun. Församlingen uppgick under tidiga 1700-talet i Tiarps församling och Åsle församling.
Kyrkan brändes ner 1612 av danskarna i krigshandlingarna som föregick Belägringen av Älvsborg.

## Administrativ historik
Församlingen har medeltida ursprung och uppgick under tidigare delen av 1700-talet i Tiarps och Åsle församlingaar.
Församlingen ingick i Åsle pastorat